# Кръстьо Мирски (режисьор)
 Тази статия е за българския режисьор.  За дядо му политик вижте Кръстьо Мирски (политик).  
Кръстьо Петров Мѝрски е български драматичен режисьор и педагог, професор във Висшия институт за театрално изкуство.

## Биография
Роден е на 29 януари 1920 година в София. Внук е на политика от Котел Кръстьо Мирски. По майчина линия е от Кукуш - майка му Цветана Станишева е внучка на Арап Нако Станишев. От 1938 до 1943 година Мирски учи в драматичния отдел на Висшата школа за музика и драматично изкуство в Париж, както и режисура и актьорско майсторство в Академията за музика и театрално изкуство във Виена. Посещава лекции в Държавната театрална школа в Мюнхен и курсове за актьори при Луи Жуве в Париж. През 1943 г. завършва с докторска дисертация театрознание в университета в Кьолн. Дебютира с постановката „Майстори“ от Рачо Стоянов в Народния театър в София. През 1943 – 1944 г. е асистент-режисьор, а от 1945 до 1978 г. е режисьор в Народния театър за младежта в София. През 1957 – 1960 г. е негов директор. От 1967 до 1970 г. е заместник-председател на Съюза на артистите в България.
Женен (и впоследствие разведен) за Жана Петрова Стоянович-Мирска, актриса. Нямат наследници.
Умира на 4 август 1978 г. в София.

### Педагогическа дейност
Преподава актьорско майсторство и режисура в Държавното висше театрално училище от 1943 г. От 1948 г. е професор. През 1956 – 1957 г. е заместник-ректор на ВИТИЗ.

## Памет
На Кръстьо Мирски е наречена улица в квартал „Хладилника“ в София (Карта).

## Постановки
|дясно|мини|Паметна плоча на Кръстю Мирски на фасадата на дома му на ул. „Ангел Кънчев“ 32, София]]
Кръстьо Мирски е автор на множество постановки, по-значимите от тях са:
- „Тартюф“ от Молиер
- „Сън в лятна нощ“ от Уилям Шекспир
- „Нора“ от Хенрик Ибсен
- „Вуйчо Ваньо“ от Антон Чехов
- „Свекърва“ от Антон Страшимиров
- „Ревизор“ от Николай Гогол
- „Снаха“ по Георги Караславов
- „Гераците“ по Елин Пелин
- „Под игото“ от Иван Вазов
- „Любов“ от Орлин Василев
- „Деветата вълна“ от Никола Вапцаров